# Eupelmus euprepes
Eupelmus euprepes är en stekelart som beskrevs av Perkins 1910. Eupelmus euprepes ingår i släktet Eupelmus och familjen hoppglanssteklar. Inga underarter finns listade i Catalogue of Life.